# Неразделни (филм)
„Неразделени“ (на хинди: एक हज़ारों में मेरी बहना है Ek Hazaaron Mein Meri Behna Hai) е индийска сапунена опера на хинди, която се излъчва по STAR Plus през делничните дни от 3 октомври 2011 г. до 13 септември 2013 г.  

## Актьорски състав
- Кристъл Д'соуза – Дживика Вирен
- Симран Натекар – Дживика Чодхари
- Ниа Шарма – Манви Чаудхари
- Карън Такер – Вирен Сингх
- Кушал Тандон – Вират Сингх
- Абхинав Шукла – Д-р Манан
- Анджу Махендру – Бидби
- Тарла Джоси + Бади Биджи
- Дийп Дилън – Виджай Сингх
- Анупан Батачария – Индер Сингх
- Никундж Малик – Мая
- Дима Капур – Свамини Сингх
- Сехбан Азим – Карън Сингх
- Карън Сучак – Самбхав Малик
- Сузана Бернет – Лиз
- Пунит Сачдев – Викрам
- Никунж Пандей – Шлок Сингх Вадхера
- Гаурав Кумар – Дабу Чодъри
- Амардип Джха – Далджит Сингх

## В България
В България сериалът започва на 18 октомври 2021 г. по Нова телевизия и завършва на 27 юни 2022 г. На 17 август 2022 г. започва повторно излъчване по Диема Фемили и завършва на 16 август 2023 г. Ролите се озвучават от Петя Абаджиева, Николина Чонова, Елисавета Господинова, Светозар Кокаланов, Силви Стоицов и Васил Бинев. От осемдесет и първи до осемдесет и трети епизод Петя Абаджиева отсъства и ролите й са поети от Елисавета Господинова.